# Pismo Beach
Pismo Beach, fundada en 1946, es una ciudad ubicada en el condado de San Luis Obispo en el estado estadounidense de California. En el año 2000 tenía una población de 8,551 habitantes y una densidad poblacional de 245 personas por km².

## Geografía
Pismo Beach se encuentra ubicada en las coordenadas 35°09′19″N 120°40′21″O / 35.1552532, -120.6723950. Según la Oficina del Censo, la ciudad tiene un área total de 34,9 km² (13,5 mi²), de la cual 9,4 km² (3,6 mi²) es tierra y 25,5 km² (9,8 mi²) (73.09%) es agua.

## Demografía
Según la Oficina del Censo en 2000 los ingresos medios por hogar en la localidad eran de $46,396, y los ingresos medios por familia eran $61,036. Los hombres tenían unos ingresos medios de $48,606 frente a los $30,189 para las mujeres. La renta per cápita para la localidad era de $30,835. Alrededor del 9.0% de la población estaban por debajo del umbral de pobreza.